# 나이로비 대학교
나이로비 대학교(영어: University of Nairobi, UoN; 스와힐리어: Chuo Kikuu cha Nairobi)는 나이로비에 기반을 둔 케냐에서 가장 큰 대학교이다. 비록 교육 기관으로서의 역사는 1956년으로 거슬러 올라가지만, 1970년까지 독립된 대학이 되지 않았다. 그 해 동안, 동아프리카 대학교는 우간다의 마케레레 대학교, 탄자니아의 다르에스살람 대학교, 케냐의 나이로비 대학교의 세 개의 독립된 대학교로 나뉘었다.
2023년 한 해 동안 49,047명의 학생이 있었으며, 그 중 35,897명은 학부생이었고 11,003명은 대학원생이었다. 이 대학교는 케냐의 고등 교육에 대한 증가하는 수요에 대처하기 위해 여러 정책 프레임워크를 출시하고 자체 자금 지원 등록('모듈 2'라고도 함)을 도입했다.
2023년 기준으로 나이로비 대학교는 49,047명 이상의 학생들이 등록했다고 보고했다.

## 설립
나이로비 대학교의 설립은 1956년으로 거슬러 올라가며, 같은 해 4월에 기술 과정을 위한 첫 A급 졸업생 그룹을 입학시킨 왕립 기술 대학의 설립과 함께 시작되었다. 1961년 6월 25일 스코틀랜드의 수학자 제임스 모튼 하이슬롭 교수에 의해 동아프리카에서 두 번째 대학으로 변경되었고, 이전에는 나이로비 왕립 대학교라는 이름으로 비트바테르스란트 대학교에서 공부했다. 그것은 런던 대학교의 '특수 관계 계획'에 참여했고 런던 대학교의 예술, 과학 및 공학 학부 학생들을 위한 수상 학위를 준비하기 시작했다. 한편, 특수 전문 연구부(나중에 상업부로 개명)와 건축부와 같은 다른 학부의 학생들은 계속해서 전문 기관/기관의 자격증을 위한 졸업장을 제공했다.
1964년 5월 20일, 나이로비 왕립 대학교는 동아프리카 연방 대학교의 구성 대학으로 나이로비 유니버시티 칼리지로 개명되었다. 이 기간 동안, 등록된 학생들은 런던 대학교 대신 동아프리카 대학교에서 수여하는 대학 학위를 위해 공부했다. 1970년, 케냐 최초의 국립 대학으로 탈바꿈했고 나이로비 대학교로 이름이 바뀌었다. 이 대학은 케냐의 대학 순위에서 1위를 차지하고 있다. 세계 대학 웹메트릭스 랭킹에 따르면 아프리카에서는 7위, 세계에서는 1698위를 차지하고 있다.

## 역사

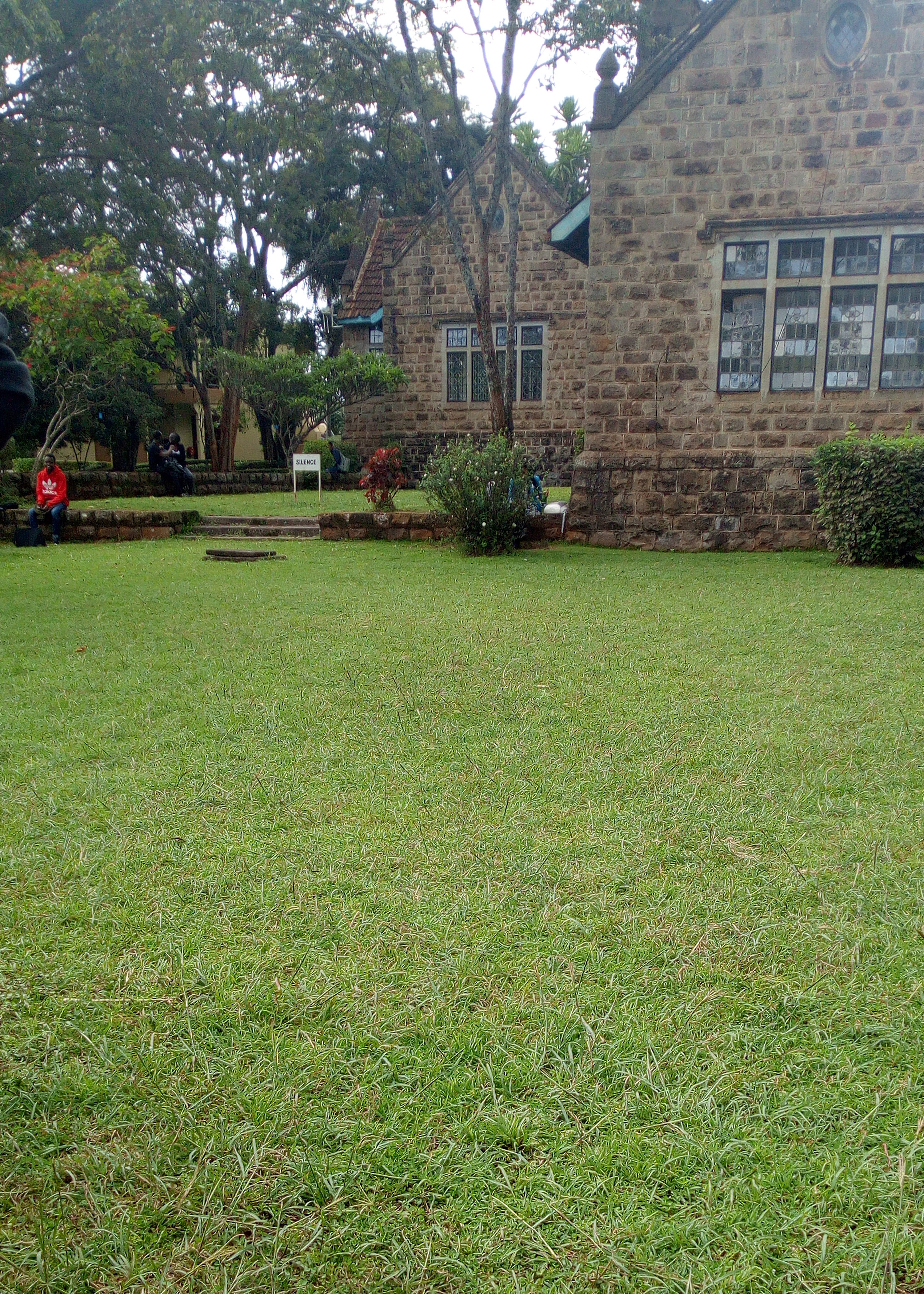
이전 사무실

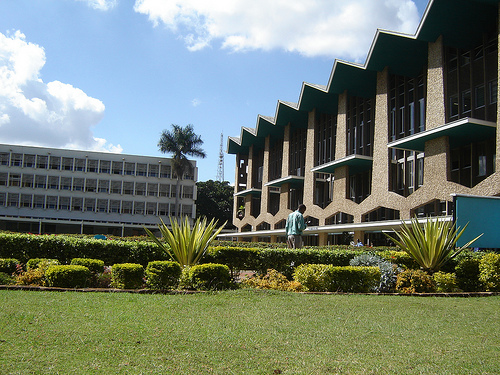
주 출입구에서 보는 풍경

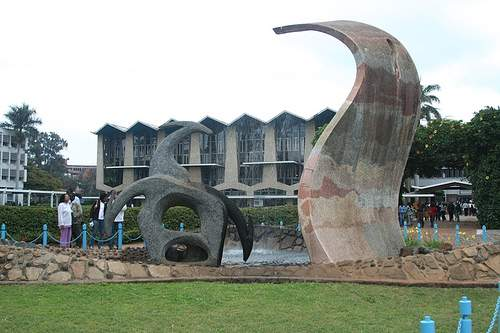
주 안뜰에서 보는 풍경

케냐의 고등 교육 기관에 대한 아이디어는 케냐 정부가 나이로비에 기술 및 상업 기관 설립 계획을 작성했던 1947년으로 거슬러 올라간다. 1949년까지 이 계획은 케냐에 고등 기술 교육을 제공하는 것을 목표로 하는 개념으로 성장했다. 1951년 9월 나이로비 왕립 공과대학교에 왕립 헌장이 발표되었고 1952년 4월에 대학의 초석이 세워졌다.
같은 기간 동안 케냐의 아시아 공동체는 마하트마 간디를 기념하기 위해 예술, 과학, 상업을 위한 대학을 세울 계획을 세우고 있었다. 노력의 중복을 피하기 위해 간디 기념 아카데미 협회는 케냐 정부와 협력했다. 1954년 4월, 간디 기념 아카데미는 나이로비 왕립 공과대학교에 통합되었고 1956년 4월에 첫 학생 모집에 문을 열었다.
학생들이 대학에 도착한 직후, 케냐의 고등 교육 패턴은 정밀 조사를 받았다. 1958년 런던 대학교의 부총장이 의장을 맡은 실무진의 추천을 통해 나이로비 왕립 공과대학의 존 록우드 경이 변화되었다. 1961년 6월 25일, 이 대학은 "로열 칼리지 나이로비"라는 이름으로 동아프리카에서 두 번째 대학이 되었다.
1964년 5월 20일에 나이로비 왕립 대학교는 "나이로비 유니버시티 칼리지"로 개명되었다. "유니버시티 칼리지"의 지위에 도달한 후, 기관은 학생들에게 런던 대학교가 수여하는 학사 학위를 준비하는 동시에 대학 졸업장 프로그램을 계속 제공했다. 유니버시티 칼리지 나이로비는 1966년 국내 과학부를 제외하고 동아프리카 대학교의 학위만을 위한 학생들을 준비하기 시작할 때까지 이러한 자격으로 교육 기회를 제공했다. 1970년 7월 1일부터 동아프리카 대학교는 해산되었고 케냐, 우간다, 탄자니아의 아프리카 3개국은 각각 국립 대학교를 가지고 있었다. 이러한 발전은 의회법에 의해 설립된 나이로비 대학교의 탄생을 보았다.
1970년 이래로, 그 대학은 2,768명의 학생 인구를 서비스하는 교수진 기반의 대학에서 68,000명 이상의 학생들을 서비스하는 대학 중심의 대학으로 성장했다.

## 프로파일
2012년 케냐 대학교법과 헌장에 따라 설립된 법인이다.
모듈 II와 III 프로그램을 통해, 대학 입학 요건을 충족하는 수천 명의 케냐인과 특히 수단 출신 외국인들에게 기회가 열렸고, 그러나 정부에 의해 제한된 자원 할당에 의해 결정되는 정규 프로그램의 제한된 수용 때문에 대학 교육에 접근할 수 없었던 사람들이다. 정규, 저녁, 주말 프로그램 외에도, 수업은 현 본부에 위치한 대학의 박물관 외 센터에서 진행된다.
이 대학은 학생들이 2015년 1월에 시작된 법률, 경영 및 교육 과정을 위해 제안된 코이탈레 아랍 사모에이 대학교의 과정을 수강하는 것을 허용하고 있다. 이것은 난디현 정부와 나이로비 대학교의 공동 프로젝트이다.

## 기업 혁신 전략
이 대학은 1983년에 대대적인 구조조정을 거쳤고, 그 결과 교장이 이끄는 6개의 대학이 설립되어 행정의 분권화를 이루었다. 또한 2021년에는 대학을 단계적으로 폐지하면서 행정원장이 이끄는 학부로 추가 개편되었다.

## 동문
- 윌리엄 루토 - 케냐의 제5대 대통령
- 왕가리 마타이 - 케냐의 환경 운동가
- 아폴로 은시밤비 - 우간다의 제8대 총리

## 같이 보기
- 노팅엄 대학교